# 벤 앤 케이트
《벤 앤 케이트》(영어: Ben and Kate)는 2012년 9월 25일부터 2013년 1월 22일까지 FOX에서 방영한 미국의 시트콤 텔레비전 시리즈이다.

## 개요
몽상가인 벤이 현실적인 동생 케이트가 홀로 키우는 6살짜리 딸의 보모 역으로 케이트의 집에서 살게 되면서 남매가 겪는 일상을 그린다.

## 출연진
메인
- 다코타 존슨 - 케이트 폭스 역
- 냇 팩슨 - 벤 폭스 역
- 루시 펀치 - BJ 해리슨 역
- 매기 엘리자베스 존스 - 매디 폭스 역
- 에코 켈럼 - 토미 역